# Kakahi Falls
Die Kakahi Falls (Maori Te Mimi O Te Kakahi) sind ein Wasserfall im Gebiet der Ortschaft Tikitere östlich des Lake Rotorua in der Region Bay of Plenty auf der Nordinsel Neuseelands. Er liegt im privat geführten Geothermalgebiet Hell’s Gate und ist nur kostenpflichtig zugänglich. Seine Fallhöhe beträgt etwa 12 Meter.
Hell’s Gate liegt direkt am New Zealand State Highway 30. Vom Eingang sind es 10 Gehminuten bis zum Wasserfall.